# Nuria Brancaccio
Nuria Brancaccio (Torre del Greco, 24 giugno 2000) è una tennista italiana.
Ha vinto 7 titoli in singolare e 4 titoli in doppio nel circuito ITF in carriera. Il 14 agosto 2023, ha raggiunto il best ranking in singolare piazzandosi alla 167ª posizione mondiale, e la 153ª posizione in doppio il 2 dicembre 2024. Si allena attualmente alla Poseidon Tennis School di Torre del Greco.

## Carriera

### 2015-2021: esordi e primo match WTA
Gioca a tennis sin da piccolissima. Dal 2013 al 2018, insieme al fratello Raul, ha frequentato l'Accademia di tennis di David Ferrer. L'ex tennista spagnolo aveva notato i due fratelli mentre erano in vacanza a Jávea.
Nuria ha giocato per la prima volta nel circuito professionistico nel 2015 al torneo ITF di La Vall d'Uixó, mentre si è aggiudicata il primo titolo nel 2021 ad Adalia.
Ha fatto il suo debutto in un torneo WTA nel 2021 agli Internazionali BNL d'Italia grazie ad una wild card, dove è stata sconfitta al primo turno delle qualificazioni da Marta Kostjuk. Prende parte anche al doppio, dove in coppia con la connazionale Lucia Bronzetti viene sconfitta da Cori Gauff e Veronika Kudermetova senza vincere un game. Sempre grazie ad una wild card, partecipa alle qualificazioni dell'Emilia Romagna Open, dove viene sconfitta al primo turno da Katarina Zavac'ka; riceve una wild card anche per il doppio con Lisa Pigato, sconfitte però all'esordio da Misaki Doi e Hsieh Su-wei. Su invito prende parte anche al torneo di Palermo, debuttando per la prima volta nel tabellone principale di un torneo WTA, ma esce al primo turno dopo aver subito una rimonta contro Jaqueline Cristian (6-2, 3-6, 4-6).

### 2022-presente: primi quarti WTA, prima finale Challenger,best ranking
Nel 2022 riceve nuovamente una wild card per le qualificazioni agli Internazionali BNL d'Italia dove però viene estromessa dalla n°50 Aljaksandra Sasnovič in due set. A settembre, prende parte al torneo WTA 125 di Bari e dopo essersi qualificata per il main-draw supera Ylena In-Albon, la n°100 Laura Pigossi, la semifinalista di Wimbledon e n°85 Tatjana Maria e la connazionale Matilde Paoletti raggiungendo così la prima finale di un Challenger WTA dove però è costretta ad arrendersi a Julia Grabher che si aggiudica il titolo vincendo 6-4, 6-2. Grazie all'ottimo risultato passa dalla posizione n°433 alla n°300 del ranking e chiude l'anno da numero 267 del mondo.
Inizia il 2023 aggiudicandosi il secondo titolo ITF in carriera, vincendo a Buenos Aires contro Julia Riera in finale. La settimana seguente raggiunge un'altra finale, sempre a Buenos Aires, ma si arrende al terzo set. Il giorno seguente diventa numero 213 del mondo. In sudamerica conquista la qualificazione al torneo di Bogotà dove poi raggiunge per la prima volta i quarti di finale in un torneo del circuito maggiore: dopo le vittorie con Papamichail e Kraus viene battuta dalla futura vincitrice del torneo Tatjana Maria; con questo risultato tocca il suo miglior piazzamento nel ranking WTA al 169º posto. Anche a Palermo supera le qualificazioni e il primo turno contro Andrianjafitrimo prima di essere estromessa dal torneo da Sorribes Tormo. In doppio disputa due finali ITF consecutive a Pula vincendo un titolo con Eleonora Alvisi. Nel corso dell'anno prende parte per la prima volta alle qualificazioni degli ultimi tre Slam, uscendo sempre al primo turno.
Nel 2024 perde al primo turno delle qualificazioni degli Australian Open e per il secondo anno si qualifica al 250 di Bogotà, perdendo al primo turno contro Niemeier. Partecipa agli Internazionali d'Italia di Roma grazie ad una wild card perdendo in tre set contro Tomljanovic e in seguito supera le qualificazioni a Rabat dove viene eliminata al primo turno dalla cinese Wang Xiyu. Tra giugno e luglio conquista due titoli ITF consecutivi a Tarvisio e Roma.

## Circuito WTA 125

### Singolare

#### Sconfitte (1)
| N. | Data              | Torneo                  | Superficie  | Avversaria in finale | Punteggio |
| 1. | 11 settembre 2022 | Open delle Puglie, Bari | Terra rossa | Julia Grabher        | 4-6, 2-6  |

### Doppio

#### Vittorie (3)
| N. | Data              | Torneo                             | Superficie  | Compagna            | Avversarie in finale              | Punteggio        |
| 1. | 15 settembre 2024 | Slovenia Open, Lubiana             | Terra rossa | Leyre Romero Gormaz | Lina Ǵorčeska Jil Teichmann       | 5-7, 7-5, [10-7] |
| 2. | 2 novembre 2024   | Bolivia Open, Santa Cruz           | Terra rossa | Leyre Romero Gormaz | Aliona Bolsova Valerija Strachova | 6-4, 6-4         |
| 3. | 23 novembre 2024  | Fifth Third Charleston, Charleston | Terra verde | Leyre Romero Gormaz | Kayla Cross Liv Hovde             | 7-6(6), 6-2      |

## Statistiche ITF

### Singolare

#### Vittorie (7)
| Torneo $100.000 (0) |
| Torneo $80.000 (0)  |
| Torneo $60.000 (1)  |
| Torneo $40.000 (1)  |
| Torneo $25.000 (4)  |
| Torneo $15.000 (1)  |

| N. | Data            | Torneo                                                        | Superficie  | Avversaria in finale | Score            |
| 1. | 7 marzo 2021    | Artengo Open Series, Adalia                                   | Terra rossa | Jang Su-jeong        | 7-5, 6-4         |
| 2. | 15 gennaio 2023 | Women's AAT Buenos Aires, Buenos Aires                        | Terra rossa | Julia Riera          | 6-4, 4-6, 7-5    |
| 3. | 30 giugno 2024  | Città di Tarvisio Tennis Cup, Tarvisio                        | Terra rossa | Dalila Spiteri       | 6-4, 6-2         |
| 4. | 7 luglio 2024   | BMW Roma Cup, Roma                                            | Terra rossa | Varvara Lepchenko    | 7-6(6), 6-1      |
| 5. | 27 aprile 2025  | ForteVillage ITF Trophy, Pula                                 | Terra rossa | Nastasja Schunk      | 6(2)-7, 6-4, 6-1 |
| 6. | 13 luglio 2025  | SanLucar Ladies Open, Aschaffenburg                           | Terra rossa | Nikola Bartůňková    | 4-6, 6-4, 6-4    |
| 7. | 2 agosto 2025   | Internazionali di Tennis del Friuli Venezia Giulia, Cordenons | Terra rossa | Veronika Erjavec     | 6-2, 6-1         |

#### Sconfitte (7)
| Torneo $100.000 (0) |
| Torneo $80.000 (0)  |
| Torneo $60.000 (1)  |
| Torneo $40.000 (0)  |
| Torneo $25.000 (3)  |
| Torneo $15.000 (3)  |

| N. | Data              | Torneo                                                | Superficie  | Avversaria in finale   | Score            |
| 1. | 28 febbraio 2021  | Artengo Open Series, Adalia                           | Terra rossa | Dea Herdželaš          | 7-6(1), 2-6, 5-7 |
| 2. | 14 marzo 2021     | Artengo Open Series, Adalia                           | Terra rossa | Park So-hyun           | 4-6, 0-6         |
| 3. | 18 aprile 2021    | Artengo Open Series, Adalia                           | Terra rossa | Anastasija Soboleva    | 0-6, 6(5)-7      |
| 4. | 6 giugno 2021     | Torneo Internazionale Femminile Città di Grado, Grado | Terra rossa | Nuria Párrizas Díaz    | 3-6, 7-5, 2-6    |
| 5. | 22 gennaio 2023   | Women's AAT Buenos Aires, Buenos Aires                | Terra rossa | Carlota Martínez Círez | 4-6, 7-5, 3-6    |
| 6. | 22 settembre 2024 | ForteVillage ITF Trophy, Pula                         | Terra rossa | Julie Štruplová        | 7-5, 6(5)-7, 2-6 |
| 7. | 6 luglio 2025     | Raiffeissen Bank Open, Bucarest                       | Terra rossa | Tamara Zidanšek        | 1-6, 5-7         |

### Doppio

#### Vittorie (4)
| Torneo $100.000 (0) |
| Torneo $80.000 (0)  |
| Torneo $60.000 (1)  |
| Torneo $40.000 (0)  |
| Torneo $25.000 (1)  |
| Torneo $15.000 (2)  |

| N. | Data             | Torneo                                                 | Superficie  | Compagna             | Avversarie in finale                 | Score            |
| 1. | 20 luglio 2019   | Magic Tours, Tabarka                                   | Terra rossa | Federica Arcidiacono | Paula Arias Manjón Julyette Steur    | 6–4, 4–6, [10–6] |
| 2. | 1º febbraio 2020 | Magic Tours, Monastir                                  | Cemento     | Federica Rossi       | Miriam Kolodziejová Jesika Malečková | 5–7, 6–3, [10–5] |
| 3. | 4 giugno 2022    | Internazionali Femminili di Tennis di Brescia, Brescia | Terra rossa | Lisa Pigato          | Jibek Kulambaeva Diāna Marcinkēviča  | 6-4, 6-1         |
| 4. | 14 ottobre 2023  | ForteVillage ITF Trophy, Pula                          | Terra rossa | Eleonora Alvisi      | Anastasia Abbagnato Virginia Ferrara | 6-2, 2-6, [10-6] |

#### Sconfitte (8)
| Torneo $100.000 (0) |
| Torneo $80.000 (0)  |
| Torneo $60.000 (2)  |
| Torneo $40.000 (0)  |
| Torneo $25.000 (5)  |
| Torneo $15.000 (1)  |

| N. | Data             | Torneo                                                | Superficie  | Compagna            | Avversarie in finale                      | Score               |
| 1. | 3 agosto 2019    | Torneo Internazionale Femminile Città di Sezze, Sezze | Terra rossa | Federica Sacco      | Anna Danilina Ekaterina Jašina            | 5-7, 4-6            |
| 2. | 22 febbraio 2020 | Lyttos Beach ITF World Tour, Candia                   | Terra rossa | Olga Helmi          | Tatiana Pieri Dalila Spiteri              | 6(3)-7, 1-6         |
| 3. | 3 luglio 2021    | Wroclaw World Cup, Breslavia                          | Terra rossa | İpek Öz             | Anna Hertel Martyna Kubka                 | 6(2)-7, 6-3, [7-10] |
| 4. | 16 gennaio 2022  | Magic Tours, Monastir                                 | Cemento     | Lisa Pigato         | Eudice Chong Cody Wong Hong-yi            | 2-6, 3-6            |
| 5. | 18 giugno 2022   | Macha Lake Open, Česká Lípa                           | Terra rossa | Despina Papamichail | Karolína Kubáňová Aneta Kučmová           | 2-6, 6(9)-7         |
| 6. | 21 ottobre 2022  | ForteVillage ITF Trophy, Pula                         | Terra rossa | Angelica Moratelli  | Jessie Aney Sapfo Sakellaridi             | 6(2)-7, 5-7         |
| 7. | 7 ottobre 2023   | ForteVillage ITF Trophy, Pula                         | Terra rossa | Angelica Moratelli  | Veronika Erjavec Justina Mikulskytė       | 6(6)-7, 0-6         |
| 8. | 2 agosto 2024    | Serena Wines 1881 Acqua Maniva Tennis Cup, Cordenons  | Terra rossa | Leyre Romero Gormaz | Yvonne Cavallé Reimers Aurora Zantedeschi | 5-7, 6-2, [5-10]    |